# Акбар, Анжелика
Анжелика Акбар (Anjelika Akbar, род. в 1969 году в Караганде, Казахская ССР) — турецкий композитор узбекского происхождения.

## Биография
Начала играть на фортепиано в возрасте 2,5 лет. В 4 года отец, Станислав Константинович Тимченко, обнаружив у неё абсолютный слух, отдал её в школу для одарённых при Московской государственной консерватории; продолжила обучаться в городе Ташкент в музыкальной школе им.Успенского, которую так же окончили такие известные пианисты, как Алексей Султанов и Станислав Юденич.
После окончания школы поступила в Ташкентскую государственную консерваторию, где училась композиции, оркестровке и фортепиано в течение 5 лет, получив высшее образование.
Союз композиторов СССР признал её «Лучшим молодым композитором». С 2006 года стала членом союза композиторов Украины. Является «Заслуженным артистом» Украины.
Акбар защитила степень магистра по композиции и дирижированию в Турции, куда она прибыла, как член ЮНЕСКО, и осталась там, приняв гражданство Турции. Там же стала доцентом, защитив кандидатскую диссертацию.
С 2003 года работает вместе с композитором Али Дармаром. Свой первый альбом — Воды (узб. Сув) записала в 1999 году. Анжелика Акбар является обладателем многих наград.
Али Дармар, очень тепло отзывается о музыке Акбар: «Её музыка очень лирична, мистична и мелодична, следует рождённой космосом философии с музыкальной структурой которая передает все эти элементы очень реально»
В общей сложности Акбар написала более 400 произведений для хора, фортепиано и других инструментов. Выступала с симфоническим и камерным оркестром  с многими концертами в России , Франции , Германии , странах Балтии , Центральной Азии , Индии , Катаре , Турции и др. , .
Анжелика замужем и имеет 2 сыновей.

## Дискография
- Сув (Воды) — 1999
- Bir`den bir`e — 2002
- Вивальди — Времена года — 2002
- Bach A L’orientale — 2003
- Bir Yudum Су — 2005
- Raindrops By Anjelika — 2009
- İçimdeki Türkiyem — 2010
- Likafoni — 2011.